# Бад-Кецтінг
Бад-Кецтінг (нім. Bad Kötzting) — місто в Німеччині, розташоване в землі Баварія. Підпорядковується адміністративному округу Верхній Пфальц. Входить до складу району Кам.
Площа — 62,17 км2. Населення становить 7381 ос. (станом на 31 грудня 2020).

## Міста-побратими
- Агросd, Кіпр
- Алтеа, Іспанія
- Бандоран, Ірландія
- Белладжо, Італія
- Гольстебро, Данія
- Гранвіль, Франція
- Зволен, Словаччина
- Карккіла, Фінляндія
- Кесеґ, Угорщина
- Марсаскала, Мальта
- Мерссен, Нідерланди
- Нідеранвен, Люксембург
- Превеза, Греція
- Пренай, Литва
- Сезімбра, Португалія
- Серет, Румунія
- Сушицеd, Чехія
- Сігулда, Латвія
- Трявна, Болгарія
- Тюрі, Естонія
- Уффалізd, Бельгія
- Хойна, Республіка Польща
- Шерборн, Велика Британія
- Шкоф'я-Лока, Словенія
- Юденбург, Австрія